# Список зарубежных поездок президента Джорджа Буша — младшего
Джордж Уокер Буш, также известный как Джордж Буш — младший (англ. George Walker Bush) за время своего пребывания на посту президента США (в течение двух сроков, с 20 января 2001 — 20 января 2009) совершил около 50 поездок в 70 государств. В число данных поездок входят как личные встречи с главами государств, так и посещения общих встреч глав государств и правительств. В некоторых поездках Джорджа Буша иногда сопровождала первая леди, супруга Лора.
Свой первый международный государственный визит Буш нанес в Мексику в феврале 2001 года, а последний — в Афганистан в декабре 2008 года. На протяжении восьми лет Буш являлся участником сессий Азиатско-Тихоокеанского экономического сотрудничества, саммитов Большой восьмёрки, НАТО, Америк и лидеров Северной Америки.
За время своего президентства Буш инициировал начало войны в Афганистане и Иракской войны. Он совершил два визита в Афганистан (2006, 2008) и 4 визита в Ирак (2003, 2006, 2007, 2008). Всего Буш посетил шесть континентов и частей света: Северную и Южную Америку, Европу, Азию, Африку и Австралию. Наибольшее число поездок были совершены в Россию (7 визитов: 2002, 2003, 2005, 2006, 2008), Италию (6 визитов: 2001, 2002, 2004, 2005, 2007, 2008) и Мексику (6 визитов: 2001, 2002, 2004, 2006, 2007).

## Визиты
Ниже приведено количество визитов:
- 7 визитов — Россия
- 6 визитов — Италия и Мексика
- 5 визитов — Ватикан, Великобритания и Германия
- 4 визита — Ирак, Канада, Китай, Франция и Япония
- 3 визита — Египет, Польша и Республика Корея
- 2 визита — Австралия, Афганистан, Бельгия, Бразилия,  Израиль, Индонезия, Иордания, Ирландия, Колумбия, Латвия, Перу, Румыния, Саудовская Аравия, Сингапур, Словения, Таиланд и Чехия
- 1 визит — Австрия, Албания, Аргентина, Бахрейн, Бенин, Болгария, Ботсвана, Венгрия, Вьетнам, Гана, Гватемала, Грузия, Дания, Индия, Западный берег реки Иордан, Испания, Катар, Косово, Кувейт, Либерия, Литва, Монголия, Нигерия, Нидерланды, Пакистан, Панама, Португалия, Руанда, Сальвадор, Сенегал, Словакия, Танзания, Турция, Уганда, Украина, Филиппины, Хорватия, Чили, Швеция, Эстония и Южная Африка

### 2001
| Дата          | Страна визита  | Место                             | Статус, цель и особенности визита | Примечания |
| ------------- | -------------- | --------------------------------- | --- | ---------- |
| 16 февраля    | Мексика        | Сан-Франсиско-дель-Ринкон         | Встреча с президентом Мексики Висенте Фоксом, на которой обсуждались торговля, энергетика, миграция, образовательные возможности и борьба с незаконной торговлей наркотиками | [ 1 ]      |
| 20—22 апреля  | Канада         | Квебек                            | Посещение 3-го саммита Америк | [ 1 ]      |
| 12—13 июня    | Испания        | Мадрид                            | Встреча с королем Испании Хуаном Карлосом I в королевском дворце Мадрида и с премьер-министром Испании Хосе Марией Аснаром во дворце Монклоа. Президент остановился в отеле Miguel Angel во время своего визита. |            |
| 13—14 июня    | Бельгия        | Брюссель                          | Посещение саммита НАТО Встреча с королем Бельгии Альбертом II и премьер-министром Бельгии Ги Верхофстадтом В рамках своего визита президент посетил Шоколатье Мари. | [ 1 ]      |
| 14—15 июня    | Швеция         | Гётеборг                          | Посещение саммита США-ЕС Встреча с королем Швеции Карлом XVI Густавом и премьер-министром Швеции Йораном Перссоном Во время своего визита президент остановился в отеле Radisson Blu Scandinavia. | [ 1 ]      |
| 15—16 июня    | Польша         | Варшава                           | Встреча с президентом Польши Александром Квасьневским в Президентском дворце и премьер-министром Польши Ежи Бузеком. Президент выступил с речью о внешнеполитической деятельности перед преподавателями и студентами Варшавского университета во время своего визита. Участие в церемонии возложения венков к могиле Неизвестного солдата на площади Юзефа Пилсудского Во время своего ночного визита Президент остановился в отеле Warsaw Marriott. | [ 1 ]      |
| 16 июня       | Словения       | Крань                             | Посещение «Саммита Россия — США в Брдо-при-Кранью», на котором Буш встретился с президентом России Владимиром Путиным и с премьер-министром Словении Янезом Дрновшеком |            |
| 18—20 июля    | Великобритания | Лондон Чекерс Холтон Брайз Нортон | Встреча с лидером Консервативной партии Великобритании Уильямом Хейгом в Винфилд-хаусе Посещение мероприятия для детей в Британском музее Посещение музея «Военных комнат Черчилля» Посещение обеда с королевой Елизаветой II в Букингемском дворце Встреча с премьер-министром Тони Блэром и его женой Шери |            |
| 20—24 июля    | Италия         | Генуя Кастель-Гандольфо Рим       | Встреча 27-го саммита G8 Встреча с папой Римским Иоанном Павлом II Встреча с премьер-министром Италии Сильвио Берлускони и президентом Италии Карло Чампи |            |
| 24 июля       | Косово         | Кэмп-Бондстил                     | Обращение к военнослужащим США | [ 1 ]      |
| 18—21 октября | КНР            | Шанхай                            | Посещение сессии Азиатско-Тихоокеанского экономического сотрудничества | [ 1 ]      |

### 2002
| Дата          | Страна визита    | Место                                 | Статус, цель и особенности визита | Примечания   |
| ------------- | ---------------- | ------------------------------------- | --- | ------------ |
| 17—19 февраля | Япония           | Токио                                 | Встреча с премьер-министром Японии Дзюнъитиро Коидзуми и императором Японии Акихито Обращение к парламенту Японии Посещение выступления конных лучников в храме Мэйдзи                     | [ 1 ] [ 7 ]  |
| 19—21 февраля | Республика Корея | Сеул Дорасан Осан                     | Встреча с президентом Ким Дэджуном Посещение демилитаризованной зоны Обращение к военнослужашим США                                                                                        |              |
| 21—22 февраля | КНР              | Пекин                                 | Встреча с председателем КНР Цзян Цзэминем и премьером Госсовета КНР Чжу Жунцзи Посещение Великой Китайской стены в отрезке Бадалин                                                         |              |
| 21—22 марта   | Мексика          | Монтеррей                             | Посещение Международной конференции по финансированию развития Встреча с президентом Мексики Висенте Фокс Кесада                                                                           | [ 1 ]        |
| 23—24 марта   | Перу.            | Лима                                  | Встреча с президентом Перу Алехандро Толедо, президентом Колумбии Андресом Пастрана Аранго, президентом Эквадора Густаво Нобоа Бехарано и вице-президентом Эквадора Педро Пинто Рубианесом | [ 1 ] [ 8 ]  |
| 24 марта      | Сальвадор        | Сан-Сальвадор                         | Посещение встречи с главами государств Центральной Америки | [ 1 ]        |
| 22—23 мая     | Германия         | Берлин                                | Встреча с канцлером Германии Герхардом Шрёдером Обращение к Бундестагу |              |
| 23—26 мая     | Россия           | Москва Санкт-Петербург                | Встреча с президентом России Владимиром Путиным Подписание договора о сокращении стратегических вооружений                                                                                 | [ 1 ]        |
| 26—27 мая     | Франция          | Париж Сент-Мер-Эглиз Кольвиль-сюр-Мер | Встреча с президентом Франции Жаком Шираком Обращение, посвящённое дню поминовения |              |
| 27—28 мая     | Италия           | Рим                                   | Встреча с президентом Италии Карло Чампи и премьер-министром Италии Сильвио Берлускони Посещение саммита НАТО и учреждение Совета Россия — НАТО                                            | [ 1 ]        |
| 28 мая        | Ватикан          | -                                     | Аудиенция у папы Римского Иоанна Павла II | [ 1 ]        |
| 25—27 июня    | Канада           | Кананаскис                            | Посещение 28-го саммита G8 | [ 1 ]        |
| 26—27 октября | Мексика          | Лос-Кабос                             | Посещение саммита АТЭС 2002 | [ 1 ]        |
| 19—22 ноября  | Чехия            | Прага                                 | Посещение саммита НАТО и совета евро-атлантического партнёрства | [ 1 ] [ 10 ] |
| 22 ноября     | Россия           | Санкт-Петербург                       | Встреча с президентом России Владимиром Путиным Посещение Екатерининского дворца, Петропавловского собора                                                                                  | [ 1 ] [ 9 ]  |
| 22—23 ноября  | Литва            | Вильнюс                               | Встреча с президентами прибалтийских стран | [ 1 ] [ 7 ]  |
| 23 ноября     | Румыния          | Бухарест                              | Встреча с президентом Румынии Ионом Илиеску | [ 1 ] [ 7 ]  |

### 2003
| Дата            | Страна визита  | Место             | Статус, цель и особенности визита | Примечания   |
| --------------- | -------------- | ----------------- | --- | ------------ |
| 16 марта        | Португалия     | Терсейра          | Обсуждение иракской войны с премьер-министром Великобритании Тони Блэром, президентом Испании Хосе Аснаром и премьер-министром Португалии Жозе Мануэлем Баррозу                         | [ 1 ]        |
| 7—8 апреля      | Великобритания | Белфаст Хилсборо  | Встреча с премьер-министром Великобритании Тони Блэром по поводу восстановления Ирака Встреча с премьер-министром Ирландии Патриком Ахерном и политическими лидерами Северной Ирландии. | [ 1 ]        |
| 30—31 мая       | Польша         | Краков Освенцим   | Встреча с президентом Польши Александром Квасьневским и премьер-министром Польши Лешеком Миллером Посещение бывших концентрационных лагерей нацистской Германии                         | [ 1 ] [ 12 ] |
| 31 мая — 1 июня | Россия         | Санкт-Петербург   | Встреча с президентом России Владимиром Путиным Посещение церемонии, посвященной 300-летию города                                                                                       | [ 1 ]        |
| 1—2 июня        | Франция        | Эвиан-ле-Бен      | Посещение 29-го саммита G8 Встреча с председателем КНР Ху Цзиньтао | [ 1 ]        |
| 2—3 июня        | Египет         | Шарм-эш-Шейх      | Посещение «Саммита Красного моря» совместно с лидерами Бахрейна, Египта, Иордании и Саудовской Аравии и премьер-министром Палестины Махмудом Аббасом                                    | [ 1 ]        |
| 4 июня          | Иордания       | Акаба             | Встреча с премьер-министром Израиля Ариэлем Шароном, премьер-министром Палестины Махмудом Аббасом и королём Иордании Абдаллой II                                                        |              |
| 4—5 июня        | Катар          | Доха              | Встреча с эмиром Катара Хамадом Аль Тани Посещение штаб-квартиры центрального командования Вооружённых сил США и обращение к военнослужащим США.                                        | [ 1 ] [ 13 ] |
| 8 июля          | Сенегал        | Дакар остров Горе | Встреча с президентом Сенегала Абдулаем Вад | [ 1 ] [ 14 ] |
| 8—10 июля       | Южная Африка   | Претория          | Встреча с президентом Южно-Африканской Республики Табо Мбеки Посещение природного заповедника Моколоди                                                                                  | [ 1 ]        |
| 10 июля         | Ботсвана       | Габороне          | Встреча с президентом Ботсваны Фестусом Могае | [ 1 ]        |
| 11 июля         | Уганда         | Кампала           | Встреча с президентом Уганды Йовери Мусевени | [ 1 ]        |
| 11—12 июля      | Нигерия        | Абуджа            | Встреча с президентом Нигерии Олусегуном Обасанджо | [ 1 ]        |
| 17—18 октября   | Япония         | Токио             | Встреча с премьер-министром Японии Дзюнъитиро Коидзуми |              |
| 18—19 октября   | Филиппины      | Манила            | Посещение сессии Конгресса Филиппин Встреча с Глорией Макапагал-Арройо | [ 1 ]        |
| 18—21 октября   | Таиланд        | Бангкок           | Посещение саммита АТЭС 2003 | [ 1 ]        |
| 21—22 октября   | Сингапур       | Сингапур          | Встреча с премьер-министром Сингапура Го Чок Тонгом | [ 1 ] [ 16 ] |
| 22 октября      | Индонезия      | Денпасар          | Встреча с президентом Индонезии Мегавати Сукарнопутри и мусульманскими религиозными лидерами                                                                                            | [ 1 ]        |
| 22 октября      | Австралия      | Канберра          | Встреча с премьер-министром Австралии Джоном Говардом Обращение к парламенту Австралии                                                                                                  | [ 1 ]        |
| 18—21 ноября    | Великобритания | Лондон, Седжфилд  | Государственный визит | [ 1 ]        |
| 27 ноября       | Ирак           | Багдад            | Встреча с членами Временной коалиционной власти и Управляющего совета Ирака Обращение к военнослужащим США                                                                              | [ 1 ] [ 17 ] |

### 2004
| Дата                  | Страна визита | Место                                      | Статус, цель и особенности визита                                                                                 | Примечания |
| --------------------- | ------------- | ------------------------------------------ | --- | ---------- |
| 12—13 января          | Мексика       | Монтеррей                                  | Посещение специального саммита стран Америки                                                                      | [ 1 ]      |
| 4—5 июня              | Италия        | Рим                                        | Встреча с президентом Италии Карло Чампи и премьер-министром Италии Сильвио Берлускони                            | [ 1 ]      |
| 4 июня                | Ватикан       | -                                          | Аудиенция с папой Римским Иоанном Павлом II                                                                       |            |
| 5—6 июня              | Франция       | Париж Кольвиль-сюр-Мер Кан Арроманш-ле-Бен | Встреча с президентом Франции Жаком Шираком Посещение мероприятия, посвященного 60-летию операции «Нептун»        |            |
| 25—26 июня            | Ирландия      | Шаннон, замок Дромоленд                    | Посещение саммита США-ЕС Встреча с премьер-министром Ирландии Патриком Ахерном                                    | [ 1 ]      |
| 26—29 июня            | Турция        | Анкара, Стамбул                            | Встреча с президентом Турции Ахметом Сезером и премьер-министром Турции Реджепом Эрдоганом Посещение саммита НАТО | [ 1 ]      |
| 19—22 ноября          | Чили          | Сантьяго                                   | Посещение саммита АТЭС 2004                                                                                       | [ 1 ]      |
| 22 ноября             | Колумбия      | Картахена                                  | Встреча с президентом Колумбии Альваро Урибе Велесом                                                              | [ 1 ]      |
| 30 ноября — 1 декабря | Канада        | Оттава Гатино Галифакс                     | Встреча с премьер-министром Канады Полом Мартином                                                                 | [ 1 ]      |

### 2005
| Дата          | Страна визита    | Место                                             | Статус, цель и особенности визита | Примечания   |
| ------------- | ---------------- | ------------------------------------------------- | --- | ------------ |
| 20—23 февраля | Бельгия          | Брюссель                                          | Посещение саммитов НАТО и ЕС Встреча с королём бельгийцев Альбертом II в Королевском дворце                                                             | [ 1 ] [ 18 ] |
| 22/23 февраля | Германия         | Майнц Висбаден                                    | Встреча с федеральным канцлером Германии Герхардом Шрёдером Посещение военнослужащих США                                                                | [ 1 ] [ 18 ] |
| 23—24 февраля | Словакия         | Братислава                                        | Встреча с президентом Словакии Микулашем Дзуриндой и президентом России Владимиром Путиным                                                              | [ 1 ] [ 18 ] |
| 6—8 апреля    | Ватикан          | -                                                 | Посещение похорон папы Римского Иоанна Павла II |              |
| 6—8 апреля    | Италия           | Рим                                               | Встреча с президентом Италии Карло Чампи и премьер-министром Италии Сильвио Берлускони                                                                  | [ 1 ]        |
| 6—7 мая       | Латвия           | Рига                                              | Встреча с президентами прибалтийских стран | [ 1 ] [ 20 ] |
| 7—8 мая       | Нидерланды       | Маастрихт, Валькенбург, Маргратен                 | Встреча с премьер-министром Нидерландов Яном Балкененде Выступление на американском кладбище по случаю 60-летия окончания Второй мировой войны в Европе | [ 1 ]        |
| 8—9 мая       | Россия           | Москва Санкт-Петербург                            | Встреча с президентом России Владимиром Путиным Посещение церемонии, посвященной дню Победы                                                             | [ 1 ]        |
| 9—10 мая      | Грузия           | Тбилиси                                           | Встреча с президентом Грузии Михаилом Саакашвили | [ 1 ] [ 21 ] |
| 5—6 июля      | Дания            | аэропорт Каструп, станция Фреденсборг, Копенгаген | Встреча с королевой Дании Маргрете II и премьер-министром Дании Андерсом Расмуссеном                                                                    |              |
| 6—8 июля      | Великобритания   | Отель «Глениглз», Оштерардер, Шотландия           | Посещение 31-го саммита Большой восьмерки | [ 1 ]        |
| 3—5 ноября    | Аргентина        | Мар-дель-Плата                                    | Посещение саммита Америк | [ 1 ]        |
| 5—6 ноября    | Бразилия         | Бразилиа                                          | Встреча с президентом Бразилии Луисом Лулой да Силвой                                                                                                   | [ 1 ]        |
| 6—7 ноября    | Панама           | Панама                                            | Встреча с президентом Панамы Мартином Торрихос Эспино                                                                                                   | [ 1 ]        |
| 15—16 ноября  | Япония           | Киото Осака                                       | Встреча с премьер-министром Японии Дзюнъитиро Коидзуми Встреча с послом Японии в США Рёдзо Като и его женой Ханаё                                       | [ 1 ] [ 23 ] |
| 16—20 ноября  | Республика Корея | Пусан Кёнджу Осан                                 | Посещение саммита АТЭС 2005 Встреча с президентом России Владимиром Путиным Встреча с президентом Южной Кореи Но Мухёном и его женой Квон Ян Сук        |              |
| 20—21 ноября  | КНР              | Пекин                                             | Встреча с председателем КНР Ху Цзиньтао и премьером Госсовета Вэнь Цзябао                                                                               | [ 1 ]        |
| 21 ноября     | Монголия         | Улан-Батор                                        | Встреча с президентом Монголии Намбарыном Энхбаяром и премьер-министром Монголии Цахиагийном Элбэгдоржом                                                | [ 1 ] [ 24 ] |

### 2006
| Дата         | Страна визита | Место                       | Статус, цель и особенности визита | Примечания   |
| ------------ | ------------- | --------------------------- | --- | ------------ |
| 28 февраля   | Ирландия      | аэропорт Шаннон             | Встреча с морскими пехотинцам перед поездкой в Ирак | [ 1 ]        |
| 1 марта      | Афганистан    | Баграм Кабул                | Встреча с президентом Афганистана Хамидом Карзаем Посещение нового посольства США Обращение к военнослужащим США                                                                          |              |
| 1—3 марта    | Индия         | Нью-Дели Хайдарабад         | Встреча с премьер-министром Индии Манмоханом Сингхом Подписание ядерного соглашение между Индией и США                                                                                    |              |
| 3—4 марта    | Пакистан      | Исламабад                   | Встреча с президентом Пакистана Первезом Мушаррафом | [ 1 ]        |
| 30—31 марта  | Мексика       | Канкун Чичен-Ица            | Встреча с президентом Мексики Висенте Фоксом и премьер-министром Канады Стивеном Харпером                                                                                                 | [ 1 ]        |
| 13 июня      | Ирак          | Багдад                      | Встреча с премьер-министром Ирака Нури Аль-Малики Обращение к военнослужащим США | [ 1 ]        |
| 20—21 июня   | Австрия       | Вена                        | Посещение саммита США-ЕС | [ 1 ]        |
| 21—22 июня   | Венгрия       | Будапешт                    | Встреча с президентом Венгрии Ласло Шойомом и премьер-министром Венгрии Ференцем Дьюрчанем Посещение церемонии, посвященной 50-летию венгерскому восстанию                                | [ 1 ]        |
| 12—14 июля   | Германия      | Штральзунд Тринвиллерсхаген | Встреча с канцлером Германии Ангелой Меркель |              |
| 14—17 июля   | Россия        | Санкт-Петербург             | Посещение саммита Большой восьмерки Встреча с председателем КНР Ху Цзиньтао (16 июля), президентом Бразилии Луисом Лулой да Силвой и премьер-министром Индии Манмоханом Сингхом (17 июля) | [ 1 ]        |
| 15 ноября    | Россия        | Москва                      | Встреча с президентом России Владимиром Путиным | [ 1 ]        |
| 16—17 ноября | Сингапур      | Сингапур                    | Встреча с председателем Сингапурского совета советников президента Джозефом Пиллэем и премьер-министром Сингапура Ли Сяньлунем Обращение к Национальному университету Сингапура           | [ 1 ]        |
| 17—20 ноября | Вьетнам       | Ханой Хошимин               | Посещение саммита АТЭС 2006 | [ 1 ]        |
| 20 ноября    | Индонезия     | Джакарта Богор              | Встреча с президентом Индонезии Сусило Юдойоно |              |
| 27—28 ноября | Эстония       | Таллин                      | Встреча с президентом Эстонии Тоомасом Ильвесом | [ 1 ] [ 26 ] |
| 28—29 ноября | Латвия        | Рига                        | Посещение саммита НАТО | [ 1 ]        |
| 29—30 ноября | Иордания      | Амман                       | Встреча с королём Иордании Абдаллой II и с премьер-министром Ирака Нури Аль-Малики | [ 1 ]        |

### 2007
| Дата         | Страна визита | Место                               | Статус, цель и особенности визита | Примечания   |
| ------------ | ------------- | ----------------------------------- | --- | ------------ |
| 8—9 марта    | Бразилия      | Сан-Паулу                           | Встреча с президентом Бразилии Луисом Лулой да Силвой | [ 1 ] [ 27 ] |
| 9—11 марта   | Уругвай       | Монтевидео                          | Встреча с президентом Уругвая Табаре Васкес | [ 1 ] [ 27 ] |
| 11 марта     | Колумбия      | Богота                              | Встреча с президентом Колумбии Альваро Урибе Велесом | [ 1 ] [ 27 ] |
| 11—12 марта  | Гватемала     | Гватемала Санта Круз Баланья Ишимче | Встреча с президентом Гватемалы Оскаром Бергер Пердомо | [ 1 ] [ 27 ] |
| 12—14 марта  | Мексика       | Мерида Ушмаль                       | Встреча с президентом Мексики Фелипе Кальдероном Посещение археологического памятника Ушмаль | [ 1 ] [ 27 ] |
| 4—5 июня     | Чехия         | Прага                               | Встреча с президентом Чехии Вацлавем Клаусос и премьер-миинистром Чехии Мирекем Тополанек Выступление на конференции по демократии и безопасности                                                                                             | [ 1 ]        |
| 5—8 июня     | Германия      | Хайлигендамм                        | Посещение саммита Большой восьмерки Встреча с председателем КНР Ху Цзиньтао | [ 1 ]        |
| 8 июня       | Польша        | Гданьск Юрата                       | Встреча с президентом Польши Лехом Качиньским | [ 1 ]        |
| 8—10 июня    | Италия        | Рим                                 | Встреча с президентом Италии Джорджо Наполитано и премьер-министром Италии Романо Проди | [ 1 ]        |
| 9 июня       | Ватикан       | -                                   | Аудиенция с папой Римским Бенедиктом XVI | [ 1 ]        |
| 10 июня      | Албания       | Тирана                              | Встреча с президентом Албании Альфредом Мойсиу и премьер-министром Албании Сали Беришем | [ 1 ] [ 28 ] |
| 10—11 июня   | Болгария      | София                               | Встреча с президентом Болгарии Георгием Пырвановым и премьер-министром Болгарии Сергеем Станишевым | [ 1 ] [ 29 ] |
| 20—21 июня   | Канада        | Монтебелло                          | Посещение саммита лидеров Северной Америки Встреча с президентом Мексики Фелипе Кальдероном и премьер-министром Канады Стивеном Харпером | [ 1 ]        |
| 3 сентября   | Ирак          | Авиабаза Аль-Асад                   | Встреча с командующим Многонациональными силами в Ираке Дэвидом Петреусом, государственным секретарём США Кондолизой Райс, министром обороны США Робертом Гейтсом, высокопоставленными официальными лицами США и политическими лидерами Ирака | [ 1 ]        |
| 3—8 сентября | Австралия     | Сидней                              | Посещение саммита АТЭС 2007 | [ 1 ]        |

### 2008
| Дата                | Страна визита                           | Место                      | Статус, цель и особенности визита | Примечания   |
| ------------------- | --------------------------------------- | -------------------------- | --- | ------------ |
| 9—11 января         | Израиль                                 | Тель-Авив Иерусалим        | Встреча с премьер-министром Израиля Эхудом Ольмертом и президентом Израиля Шимоном Пересом Посещение Яд ва-Шема | [ 1 ]        |
| 10 января           | Палестинская национальная администрация | Рамалла Вифлеем            | Встреча с премьер-министром Палестины Махмудом Аббасом Посещение Базилики Рождества Христова | [ 1 ]        |
| 11—12 января        | Кувейт                                  | Эль-Кувейт, лагерь Африжан | Посещение круглого стола, посвященного демократию и развитию Встреча с генералом Дэвидом Петреусом и послом США в Ираке Райаном Крокером Обращение к военнослужащим США | [ 1 ] [ 16 ] |
| 12—13 января        | Бахрейн                                 | Манама                     | Встреча с королем Хамадом ибн Иса Аль Халифой Обращение к военнослужащим США | [ 1 ] [ 16 ] |
| 13—14 января        | Объединённые Арабские Эмираты           | Абу-Даби                   | Встреча с президентом Халифом ибн Заид Аль Нахайяном и премьер-министром ОАЭ Мохаммедом | [ 1 ] [ 31 ] |
| 14—16 января        | Саудовская Аравия                       | Эр-Рияд                    | Встреча с королем Саудовской Аравии Абдаллой ибн Абдул-Азиз Аль Саудом | [ 1 ]        |
| 16 января           | Египет                                  | Шарм-эш-Шейх               | Встреча с президентом Египта Хосни Мубараком |              |
| 16 февраля          | Бенин                                   | Порто-Ново                 | Встреча с президентом Бенина Яйи Бони | [ 1 ] [ 32 ] |
| 16—19 февраля       | Танзания                                | Дар-эс-Салам Аруша         | Встреча с президентом Танзании Джакайем Киквете Подписание соглашения «Вызов тысячелетия» | [ 1 ] [ 33 ] |
| 19 февраля          | Руанда                                  | Кигали                     | Встреча с президентом Руанды Полем Кагаме Посещение нового посольства США | [ 1 ] [ 35 ] |
| 19—21 февраля       | Гана                                    | Аккра                      | Встреча с президентом Ганы Джоном Куфуором |              |
| 21 февраля          | Либерия                                 | Монровия                   | Встреча с президентом Либерии Элен Джонсон-Серлиф | [ 1 ] [ 33 ] |
| 31 марта — 1 апреля | Украина                                 | Киев                       | Встреча с президентом Украины Виктором Ющенко и премьер-министром Украины Юлией Тимошенко |              |
| 2—4 апреля          | Румыния                                 | Бухарест                   | Встреча с президентом Румынии Траяном Бэсеску и премьер-министром Румынии Кэлином Попеску-Тэричану Посещение саммита НАТО, совета евро-атлантического партнёрства, комиссии НАТО-Украина и заседания на высшем уровне совета Россия-НАТО                                                                 | [ 1 ]        |
| 4—5 апреля          | Хорватия                                | Загреб                     | Встреча с президентом Хорватии Степаном Месичем | [ 1 ] [ 37 ] |
| 5—6 апреля          | Россия                                  | Сочи                       | Встреча с президентом России Владимиром Путиным и заместителем председателя правительства Российской Федерации Дмитрием Медведевым |              |
| 14—16 мая           | Израиль                                 | Тель-Авив Иерусалим Масада | Встреча с президентом Израиля Шимоном Пересом и премьер-министром Израиля Эхудом Ольмертом Обращение к Кнессету Посещение мероприятия, посвященного 60-летию Израиля | [ 1 ]        |
| 16—17 мая           | Саудовская Аравия                       | Эр-Рияд Аль Джанадрия      | Встреча с королем Саудовской Аравии Абдаллой ибн Абдул-Азиз Аль Саудом | [ 1 ]        |
| 17—18 мая           | Египет                                  | Шарм-эш-Шейх               | Встреча с президентом Египта Хосни Мубараком, королём Иордании Абдаллой II, премьер-министром Палестины Махмудом Аббасом, премьер-министром Палестины Салямом Файядом, президентом Афганистана Хамидом Карзаем и премьер-министром Пакистана Юсуфом Гилани Выступление на Всемирном экономическом форуме | [ 1 ]        |
| 9—10 июня           | Словения                                | Любляна, Крань             | Встреча с президентом Словении Данило Тюрком и премьер-министром Словении Янезом Янша Посещение саммита ЕС-США | [ 1 ] [ 38 ] |
| 10—11 июня          | Германия                                | Мезеберг                   | Встреча с канцлером Германии Ангелой Меркель | [ 1 ]        |
| 11—13 июня          | Италия                                  | Рим                        | Встреча с президентом Италии Джорджо Наполитано и премьер-министром Италии Сильвио Берлускони | [ 1 ] [ 38 ] |
| 13 июня             | Ватикан                                 | -                          | Аудиенция с папой Римским Бенедиктом XVI | [ 1 ] [ 38 ] |
| 13—15 июня          | Франция                                 | Париж                      | Встреча с президентом Франции Николя Саркози Обращение к организации экономического сотрудничества и развития Посещение церемоний возложения венков на Американском кладбище и мемориале в Сюрене и мемориале боевой Франции                                                                             |              |
| 15—16 июня          | Великобритания                          | Лондон Белфаст             | Встреча с королевой Елизаветой II в замке Виндзор Встреча с премьер-министром Великобритании Гордоном Брауном и представителем квартета по ближневосточному урегулированию Тони Блэром Встреча с первым министром Северной Ирландии Питером Робинсоном и его заместителем Мартином Макгиннессом          |              |
| 6—9 июля            | Япония                                  | Тояко                      | Посещение саммита Большой восьмерки Встреча с президентом Танзании Джакайем Киквете, премьер-министром Индии Манмоханом Сингхом, председателем КНР Ху Цзиньтао и президентом Кореи Ли Мёнбаком | [ 1 ]        |
| 5—6 августа         | Республика Корея                        | Сеул Ёнсан                 | Встреча с президентом Кореи Ли Мёнбаком Обращение к военнослужащим США |              |
| 6—7 августа         | Таиланд                                 | Бангкок                    | Встреча с премьер-министром Таиланда Самаком Сунтхараветом Обращение к бирманским активистам |              |
| 7—11 августа        | Китай                                   | Пекин                      | Посещение церемонии открытия летних Олимпийских игр 2008 Встреча с председателем КНР Ху Цзиньтао и с президентом России Владимиром Путиным Посещение нового посольства США |              |
| 21—23 ноября        | Перу                                    | Лима                       | Посещение саммита АТЭС 2008 Встреча с президентом Перу Аланом Гарсией | [ 1 ] [ 39 ] |
| 14 декабря          | Ирак                                    | Багдад                     | Встреча с президентом Ирака Джалялем Талабани и премьер-министром Ирака Нури Аль-Малики Подписание соглашений, посвященных стратегическим планам и безопасности Посещение военнослужащих США | [ 1 ]        |
| 14—15 декабря       | Афганистан                              | Кабул                      | Встреча с президентом Афганистана Хамидом Карзаем Посещение военнослужащих США | [ 1 ]        |